# Platyrrhinus ismaeli
Platyrrhinus ismaeli és una espècie de ratpenat de la família dels fil·lostòmids. Viu a Colòmbia, l'Equador i el Perú. El seu hàbitat natural són els boscos montans, on viu a altituds d'entre 1.230 i 2.950 msnm. Es tracta d'un animal frugívor. Està amenaçat per la conversió del seu medi per a usos agrícoles, així com per la mineria i el turisme. Fou anomenat en honor del mastòleg peruà Ismael Ceballos Bendezú, «en reconeixement de les seves importants contribucions a l'estudi dels ratpenats peruans».